# Шхара
Шха́ра (груз. შხარა — «полосатая», карач.-балк. ушхара) — горная вершина в центральной части Главного Кавказского (Водораздельного) хребта, является его высочайшей точкой, также высочайшая точка Грузии, также вторая по высоте гора Европы (при условии проведения границы между Европой и Азией по Главному Кавказскому хребту или южнее). Высота главной вершины — 5203 м, уточнена в 2010 году альпинистами Питером Шоном и Борисом Авдеевым с помощью приемника DGPS, в некоторых источниках так же встречается высота 5203 м. В массиве Шхары, также выделяют западную вершину — 5068,8 м (42°59′57″ N, 43°05′23″E) (на картах генштаба она ошибочно обозначена как главная) и восточную вершину — 4866,5 м (43°00′12″ N, 43°07′39″E).
Расположена в Сванетии с юга и района Безенги в Кабардино-Балкарии с севера, на границе России и Грузии, примерно в 90 км к северу от города Кутаиси. Является частью уникального 13-километрового горного массива, известного под названием Безенгийская стена.
Сложена гранитами и кристаллическими сланцами. Склоны покрыты ледниками, на северном склоне — ледник Безенги, на южной — ледник Шхара, от которого частично берёт начало река Ингури. Популярное место альпинизма. Советские альпинисты впервые совершили восхождение на Шхару в 1933 году.
У подножия южных склонов Шхары, на высоте 2200 м над уровнем моря находится село Ушгули Местийского района Сванетии, внесённое в список Всемирного наследия ЮНЕСКО.
Шхара входит в список десяти вершин Российской Федерации для присвоения звания «Снежный барс России».